# Прытков, Геннадий Николаевич
Геннадий Николаевич Прытков (род. 1948, село Левашево, Алексеевский район, Татарская АССР) — советский и российский актёр театра и кино, театральный режиссёр, педагог. Народный артист Российской Федерации (2007), народный артист Татарской АССР (1989).

## Биография
Геннадий Прытков родился 25 января 1948 года в селе Левашево Алексеевского района Татарской АССР. Окончил Казанское театральное училище.
С 1968 года актёр Казанского государственного академического русского Большого драматического театра имени В. И. Качалова.
С 1984 по 1998 годы занимался педагогической деятельностью в Казанском театральном училище. Преподавал в Казанской государственной академии культуры и искусства.

## Творчество

### Роли в театре
- «Молва» А. Д. Салынского — Пасынков[1]
- «Отцы и дети» И. С. Тургенева — Базаров[2]
- «На всякого мудреца довольно простоты» А. Н. Островского — Глумов[3]
- «Любовь под вязами» Ю. О’Нила — Эбин
- «Женитьба» Н. В. Гоголя — Кочкарев
- «Поминальная молитва» Г. Горина — Менахем
- «Мастер и Маргарита» М. А. Булгакова — Воланд
- «Ревизор» Н. В. Гоголя — Городничий
- «Вишнёвый сад» А. П. Чехова — Гаев[3]
- «Пиковая дама» А. С. Пушкина — Сен-Жермен
- «Трёхгрошовая опера» Б. Брехта, К. Вайля — Смит
- «Куриная слепота» Н. Коляды — Зорро
- «Дом, где разбиваются сердца» Бернарда Шоу — Босс Манган
- «Провинциальные анекдоты» А. В. Вампилова — Угаров
- «Горько!..» М. М. Зощенко — Брат жены
- «Конкурс» А. М. Галина — Виктор Пухов
- «Роковые яйца» М. А. Булгакова — Альфред Бронский
- «Американская шлюха или путешествие по России с папой-алкоголиком» И.Квирикадзе — Генерал Колошин
- «Великий комбинатор» И. Ильфа, Е. Петрова — Коробейников, Сестрин
- «Скрипач на крыше» Д. Бока, Д.Стайна — Урядник
- «Визит дамы» Ф. Дюрренматта — Бургомистр
- И. С. Тургенев «Месяц в деревне» И. И. Шпигельский

### Роли в кино
- 1992 — Доброй ночи! — добрый человек

## Награды
Звания
- Почётное звание «Народный артист Российской Федерации» (2007 год) — за большие заслуги в области искусства[4].
- Почётное звание «Заслуженный артист Российской Федерации» (1997 год) — за заслуги в области искусства[5].
- Почётное звание «Народный артист Татарской АССР» (1989 год)[6].

Премии
- Государственная премия Республики Татарстан имени Габдуллы Тукая (2009 год) — за создание образа классической русской драматургии — Гаева в спектакле «Вишневый сад» по пьесе А. П. Чехова[7].
- Республиканская театральная премия «Тантана» в номинации «Честь и достоинство» (2021 год)[8]

Медали
- Медаль ордена «За заслуги перед Республикой Татарстан» (2023 год) — за особый вклад в развитие театрального искусства, многолетнюю плодотворную творческую деятельность[9].
- Медаль «За доблестный труд» (2018 год) — за большой вклад в развитие театрального искусства и многолетнюю плодотворную творческую деятельность[10].